# Doridoxa walteri
Doridoxa walteri is een slakkensoort uit de familie van de Doridoxidae. De wetenschappelijke naam van de soort is voor het eerst geldig gepubliceerd in 1892 door Krause als Pleuroleura walteri.